# فريدريك س. برانش
فريدريك س. برانش (بالإنجليزية: Frederick C. Branch)‏ هو ضابط أمريكي، ولد في 31 مايو 1922 في هاملت في الولايات المتحدة، وتوفي في 10 أبريل 2005 في فيلادلفيا في الولايات المتحدة.